# 김영옥 (농구 선수)
김영옥 (1974년 3월 4일 ~ )은 대한민국의 전 농구 선수이다. 선수 시절 빠른 스피드로 '총알낭자'라는 별명으로 불리기도 하였다. 2004년 하계 올림픽과 2008년 하계 올림픽에 대한민국 여자 농구 국가대표팀으로 참가하였다.

## 수상
- 2× WKBL 정규리그 MVP: 2005 여름, 2005 겨울
- 2× WKBL 챔피언 결정전 MVP: 2002 여름, 2005 겨울
- 6× WKBL 베스트 5: 2001 여름, 2002 겨울, 2002 여름, 2003 겨울, 2005 겨울, 2005 여름
- 2× WKBL 올스타전 MVP: 2004, 2010
- WKBL 2점 야투상: 2006 겨울
- 2× WKBL 3점 야투상: 1999 겨울, 2005 여름
- 5× WKBL 3득점상: 2002 여름, 2003 겨울, 2003 여름, 2006 여름, 2011